# Fußreling

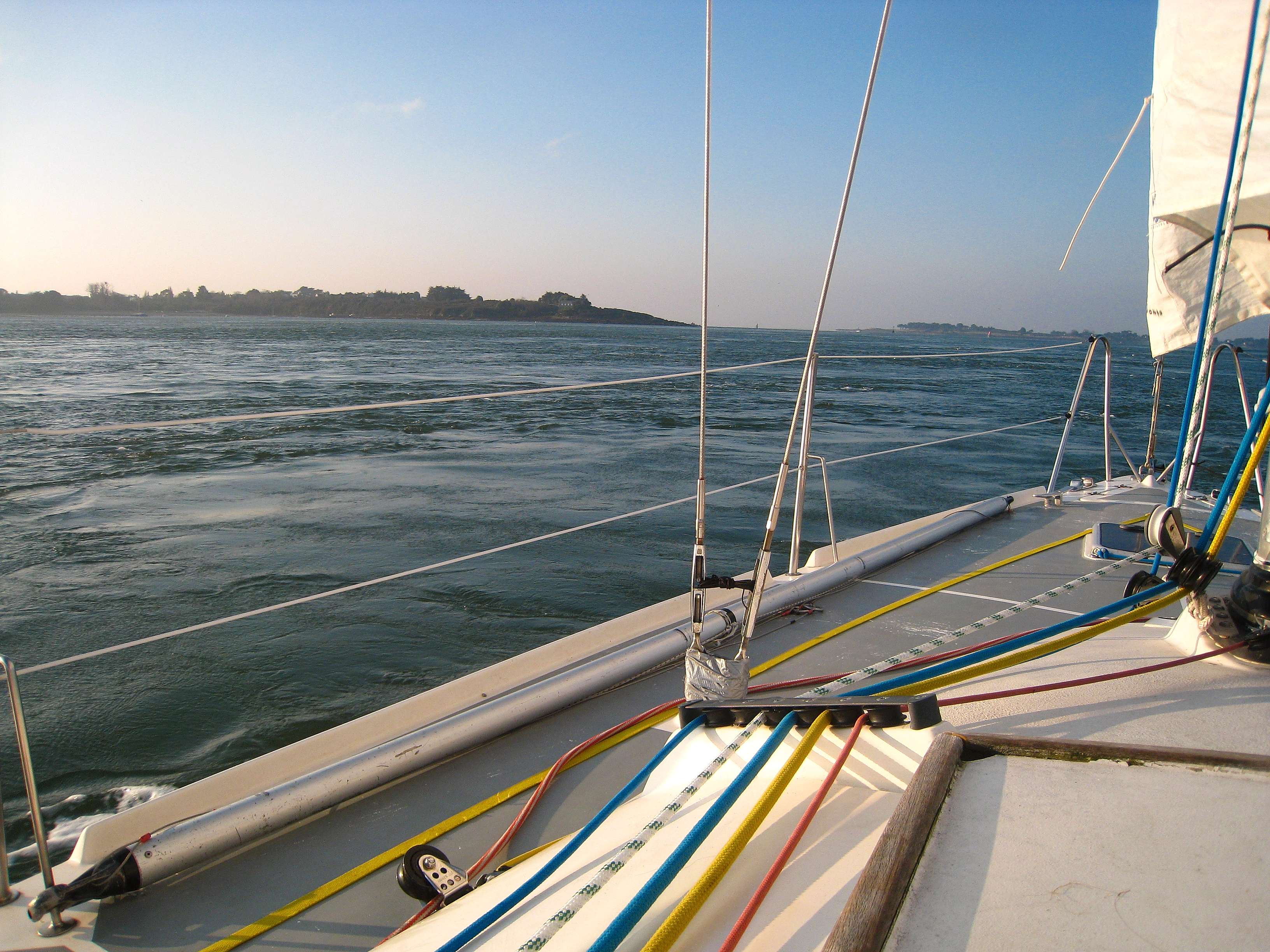
Fußreling aus Kunststoff (links neben dem metallenen Spinnakerbaum)

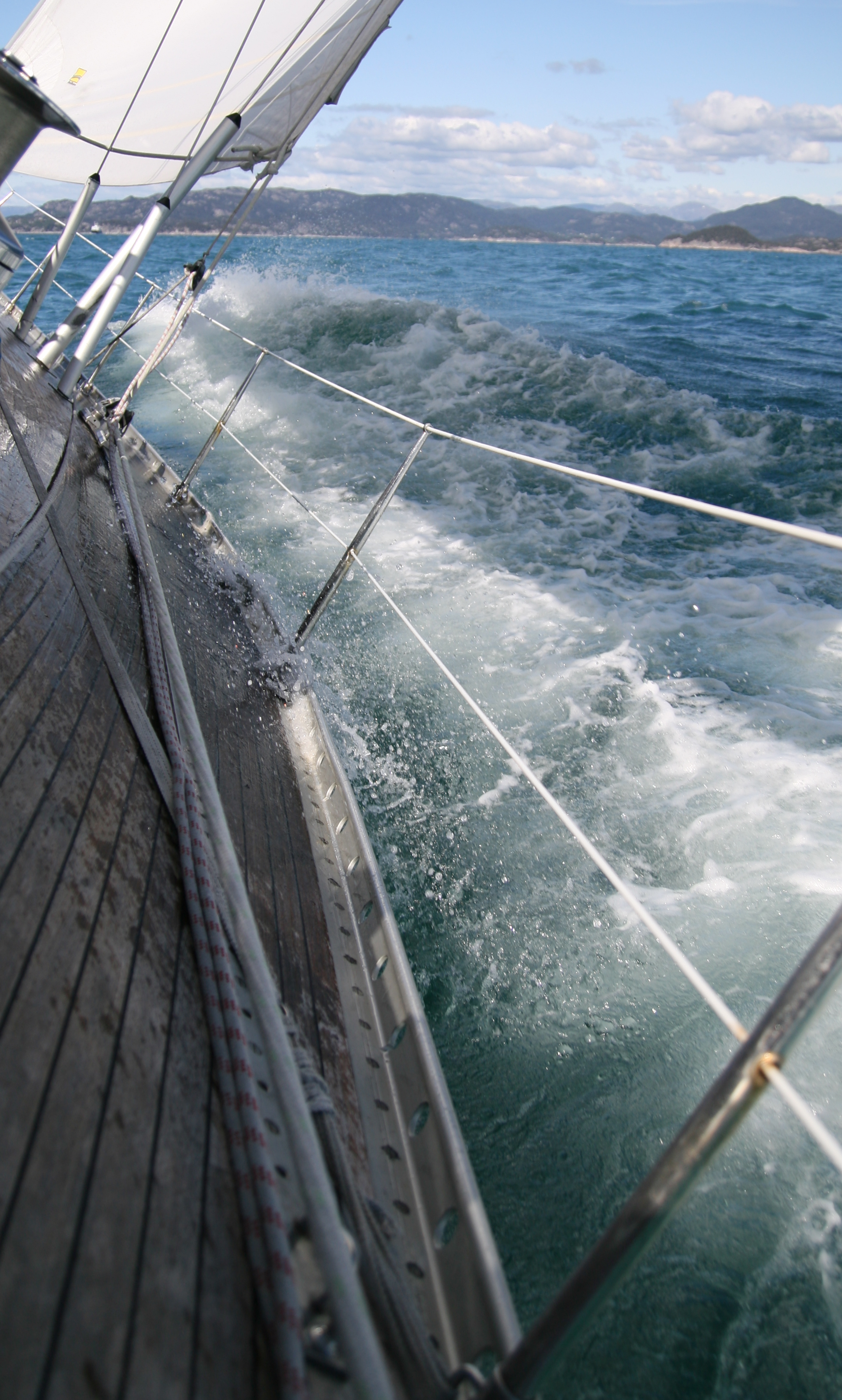
Fußreling aus Metall, verschraubt mit dem Holzdeck einer stark krängenden Segelyacht

Eine Fußreling ist eine Leiste am Deck von Segelyachten. Sie befindet sich an den Außenkanten des Decks, gegebenenfalls unterhalb der Reling, und verläuft in der Regel vom Steven bis zum Heck. Sie besteht meistens aus Metall, seltener aus Kunststoff oder bei älteren Yachten auch aus Holz. Bei Krängung der Yacht oder im Falle des Ausrutschens gibt sie Personen an Deck zusätzlichen Halt.
Eine Fußreling ist in der Regel über die Länge des Boots mehrfach durchbrochen, um überkommendes Wasser abfließen zu lassen, das sich andernfalls an Deck ansammeln würde. Wenn die Fußreling aus Metall gefertigt ist, ist sie meist sogar in kurzen Abständen perforiert. Dadurch können Tampen („Seile“), beispielsweise für Fender, an die Fußreling gebunden werden.
Für größere Krafteinwirkungen ist die Fußreling nicht immer ausreichend befestigt. Festmacherleinen oder Bullenstander  werden daher oft nicht an der Fußreling, sondern an Klampen oder anderen geeigneteren Schiffsteilen befestigt.